# 514 до н. е.

## Події
(чи 513) Сатрап Каптатуки Аріарамн на тридцяти суднах провів вдалу розвідувальну експедицію на терена Скіфії. Захоплено певну кількість бранців, серед яких брат скіфського царя Марсагет.
- засновано Сучжоу